# Genius (математический программный пакет)
Genius — свободный математический программный пакет общевычислительного назначения, схожий с такими решениями как Matlab, GNU Octave. Автор позиционирует эту программу также как альтернативу консольному калькулятору bc, однако возможности Genius заметно шире, чем у обычного программируемого калькулятора с поддержкой произвольной точности. 
Кроме работы из командной строки в пакете есть программная часть на GTK+, в которой предоставляются возможности отображения графиков функций и уравнений с интерактивными возможностями.

## GEL
GEL (Genius Extension Language) — язык программирования для расширения математического языка, используемого в Genius.

## Примеры кода
```
30*70 + 67^3.0 + ln(7) * (88.8/100) + |sin(40)| - 3i
```

Этот пример вычисляет сумму первых 70 элементов гармонического ряда:
```
sum n=1 to 70 do 1/n
```

Это определение функции:
```
function f(x) = x^2 + 1
```

Интеграл функции f в пределах от −1 до 1:
```
NumericalIntegral(f, -1, 1)
```